# Rimae Parry
Rimae Parry – grupa rowów  na powierzchni Księżyca o średnicy około 82 km. Znajduje się na obszarze trzech kraterów: Fra Mauro, Bonpland oraz Parry na współrzędnych selenograficznych ☾ 6,1°S 16,8°W/-6,100000 -16,800000. Nazwa tego systemu kanałów została nadana w 1964 roku przez Międzynarodową Unię Astronomiczną i pochodzi od krateru Parry.